# Typha pallida
Typha pallida är en kaveldunsväxtart som beskrevs av Evgeniia Georgievna Pobedimova. Typha pallida ingår i släktet kaveldun, och familjen kaveldunsväxter. Inga underarter finns listade i Catalogue of Life.